# Trois leçons sur la société post-industrielle
 (juin 2020).
Si vous disposez d'ouvrages ou d'articles de référence ou si vous connaissez des sites web de qualité traitant du thème abordé ici, merci de compléter l'article en donnant les références utiles à sa vérifiabilité et en les liant à la section « Notes et références ».

Trois leçons sur la société postindustrielle est un livre de Daniel Cohen, économiste français né en 1953, publié en septembre 2006. Cet article présente un résumé de l'œuvre.

## Introduction
- Le capitalisme du XXe siècle s’est construit autour de la grande firme industrielle. Le capitalisme du XXIe siècle voit l’explosion de cette firme industrielle : on a recours aux sous-traitants pour les tâches réputées non essentielles. Ce sont désormais les salariés qui subissent les risques et les actionnaires qui s’en protègent.

- Avec l’avènement d’une société de services, la matière travaillée par l’Homme est l’Homme lui-même. Cependant, l’économie tertiaire n’est nullement débarrassée du monde des objets : ils continuent de croître en volume au même rythme qu’avant. L’espoir de Jean Fourastié (d’un travail libéré de la dureté liée au monde physique des objets) n’est donc pas encore advenu.

- Dans la « nouvelle économie » (celle des NTIC – Nouvelles technologies de l’information et de la communication : 3e révolution industrielle), c’est la première unité du bien fabriqué qui est onéreuse : un logiciel est cher à concevoir mais peu cher à fabriquer. Karl Marx dirait que la source de la plus-value n’est plus dans le travail passé à produire le bien mais dans le travail passé à le concevoir. La conception en amont et la prescription en aval deviennent le cœur de l’activité des pays riches. L’étape intermédiaire de fabrication est externalisée.

## Leçon 1: l’ère des ruptures
- Tous les siècles il y a, autour des années 70, une vague d’innovations (liées aux « grappes d’innovations » de Schumpeter). 1770 : Machine à vapeur de Watt, machine à tisser de Hargreaves, métallurgie ; 1870 : électricité, téléphone, moteur à explosion ; 1970 : l’ordinateur et Internet (69 : Arpanet ; 71 : Intel et le microprocesseur ; 76 : commercialisation d’Apple II). Toutes ces innovations sont des General Purpose Technologie.

- Selon Philippe Askenazy, les Nouvelles formes d'organisation du travail (NFOT) doivent faire preuve d’adaptabilité, de polyvalence des salariés et doivent déléguer les responsabilités aux niveaux hiérarchiques inférieurs (mis en œuvre par le toyotisme dans les années 60). Cela explique la forte augmentation des inégalités que nous avons connues pendant les années 1980 : le travail non qualifié devient surabondant et sa rémunération doit baisser. Le problème est que la condition ouvrière reste fermée sur elle-même car elle est à présent privée de l’accès aux échelons intermédiaires qui lui permettraient d’y échapper. Avec la hausse de la valeur du travail (salaire ouvrier multiplié par sept en un siècle), nous assistons également à la « chasse au muda » (muda : gaspillage en japonais).

- La contradiction du fordisme, qui a engendré son déclin, est le fait qu’il ne suffit pas de doubler le salaire de l’ouvrier pour qu’il gagne en productivité (idée du salaire d’efficience, qui est la réelle cause du 5$ / day), mais il faut le doubler par rapport à ce qu’il pourrait gagner ailleurs. Ce système ainsi généralisé, le fordisme ne peut que dépérir : les limites du fordisme sont atteintes lorsque l’inflation salariale ne débouche plus que sur l’inflation tout court (et non pas sur une augmentation des gains de productivité). Ainsi les années 1970 sont marquées par la « productivity slow down ».

- De plus le travail à la chaîne a été conçu pour une population illettrée. Aujourd’hui, les ouvriers ont eu accès à l’éducation et refusent de travailler dans les mêmes conditions. C’est ce qu’a illustré la crise de mai 68 : on remet en cause les institutions (notamment la structure éducative). La jeunesse est à présent une force sociale autonome !

- On assiste aussi à une révolution financière. Après le krach de 1929, le pouvoir de la bourse avait été largement délégitimé. Grâce aux stock-options, les chefs d’entreprise se comportent finalement comme des actionnaires, marquant ainsi le développement d’un « capitalisme actionnarial ». Ainsi, tout au long des années 1980, la mode est au « downsizing » (casse les conglomérats industriels, vendent les filiales, sous-traitent les tâches non essentielles). Puis à partir des années 1990, des conglomérats recommencent à se former avec une succession importante de fusions-acquisitions.

## Leçon 2: la nouvelle économie-monde
- Il y a une forte analogie entre la mondialisation du XIXe et celle que nous connaissons actuellement : les grandes puissances (UK-USA) sont des puissances mercantiles qui cherchent avant tout à promouvoir partout où elles s’imposent, le libre-échange ; un formidable accroissement des inégalités mondiales s’opère. Cependant il semble que cet écart se creuse de plus en plus vite : on a assisté à une multiplication par 5 des écarts de richesses entre le sud et le nord depuis le début du XXe siècle.

- Pourquoi ? Tout pays a intérêt à se spécialiser ; seulement, certaines spécialisations sont plus « sûres » que d’autres. Mais ce sont les pays doués d’une « accumulation primitive » qui jouissent du statut de pôle attractif. Les périphéries aux alentours sont spécialisées dans des domaines qui ont peu d’avenir et qui sont sujets à une forte concurrence. Remarque, le Mexique est un pays du Sud qui conserve un rôle de périphérie, alors que la Chine, en concentrant son activité sur les côtes possède maintenant le statut de pôle attractif.

- Il existe une différence fondamentale entre les précédentes mondialisations et celle que nous connaissons actuellement : aujourd’hui, chacun peut devenir spectateur d’un monde auquel, bien souvent, il ne peut participer comme acteur. Cela explique en partie la transition démographique du moment, qui se fait sans que les femmes n’aient d’activités nouvelles (elle s’identifient aux images qu’elles ont des femmes occidentales et elles font donc moins d’enfants).

- La difficulté que nous rencontrerons demain est la population. On prévoit environ une population mondiale de 9 milliards d’habitants pour 2050. Il y aura probablement deux fois plus de riches et deux fois plus de pauvres ! Cela pose également un problème écologique (notre niveau de vie n’est pas généralisable au monde entier). Après la bipolarisation du monde connue au XXe siècle, le XXIe siècle verra renaître un monde multipolaire (Occident, Amérique Latine, Moyen-Orient, Asie Orientale…). Pour pallier les risques d’un monde multipolaire nécessairement instables, il semble indispensable de mettre en place un ordre multilatéral doté d’institutions légitimes qui sachent désarmer les conflits (il ne précise pas comment faire).

## Leçon 3: existe-t-il un modèle social européen?
- À l’idée de la « forteresse-Europe » (pour se protéger des deux grands) s’est substituée celle d’une Europe-monde.

- Pourquoi l’Europe a-t-elle peur de la mondialisation puisque l’Europe des 15 représente à elle seule près de 40 % du commerce mondial ? D’une part parce que 2/3 de ses exportations et de ses importations sont à destination ou en provenance d’elle-même. Ce commerce de voisinage prépare très mal à la mondialisation. D’autre part parce qu’elle ne commercialise pas des produits à forte technologie ; même s’ils sont chers, ils ne sont pas innovants (automobile, luxe, textile, agroalimentaire). L’Europe n’est également pas spécialement en avance en ce qui concerne les technologies de l'information & communication (pourtant c'est le propre de la 3e RI).

- Il y a deux méthodes de résolutions à un problème : soit tout le monde s’unit, puis libre-usage par chacun dans toutes ses applications (modèle universitaire), soit les laboratoires sont en concurrence et ne coopèrent pas (modèle privé). Il faut plutôt privilégier le modèle de l’Open Science car il est mieux adapté à la création d’idées nouvelles que l’économie de marché. L’université est au nouveau siècle ce que la firme fordiste était à l’ancien. Jusqu’à présent, nous n’arrivons pas à faire émerger en Europe de pôles d’excellence. Il n’y a qu’un magma de recherches nationales empilées les unes sur les autres. Il faut-être très attentif à ce problème car comme l’a montré J. Mokyr, le déclin de l’Angleterre au XIXe siècle vient en partie du fait qu’elle n’a pas su créer d’écoles d’ingénieurs…

- La France n’a jamais su concilier les valeurs cléricales et les valeurs aristocratiques (Université Vs Grandes Écoles). Le système français est cependant en théorie positif car il repose sur une méritocratie (Un fils de paysans énarque a le même statut social qu’un fils d’énarque énarque). Mais la France est gangrenée par l’endogamie, qui freine ce mélange possible des classes. Le problème est donc que la République fixe une norme nationale et qu’elle ne sait pas s’adapter aux différentes stratifications sociales (d’où la crise des banlieues). Nous nous protégeons aujourd’hui de la mixité sociale, et c’est cela qui freine notre système éducatif et qui fait du modèle social français un régime inégalitaire.